# White Resistance Manual
White Resistance Manual o Manual de la resistència blanca és un manual supremacista blanc similar a The Anarchist Cookbook. Promou la fundació de petites cèl·lules supremacistes blanques independents, convertir els individus captats en "llops solitaris" adoctrinats i instruir-los en la "guerra de guerrilles" per "lluitar contra el sistema", i també és un manual d'instruccions sobre com dur a terme activitats il·legals com la fabricació d'armes i el terrorisme, a més de la violenta guerra de guerrilles contra el Govern. També conté una secció de sabotatge que inclou la generació i distribució d'energia elèctrica, i assenyala que els sistemes d'alimentació es poden "derrocar" amb explosius, incendis provocats i foc de rifles de llarg abast. Posteriorment, el manual aconsella que els mitjans esmentats es poden utilitzar contra subestacions, transformadors i pilones de suspensió. El llibre va ser popular a llocs web neonazis fins que va atreure l'atenció dels mitjans de comunicació i de les forces de l'ordre, fet que va provocar que molts llocs el retiressin. L'activista anarquista Sherman Austin que fou empresonar un any per difondre informació d'accions directes anarquistes va dir sobre el llibre:
| «                                                                                | (anglès) There’s something on the Internet called the White Resistance Manual. It’s pretty much for white supremacists…to carry out a large-scale guerilla campaign through means of assassination, threats, obtaining funds through fraud, everything from firearms to explosives. I’ve seen, not surprisingly, no action taken against those people, but here I am, an anarchist website, not even close to what that is, not even close to what else you can find on the Internet. | (català) Hi ha una cosa a Internet que es diu Manual de la resistència blanca. És pràcticament per als supremacistes blancs... i empeny dur a terme una campanya de guerrilla a gran escala mitjançant assassinats, amenaces, obtenció de fons mitjançant frau, des d'armes de foc fins a explosius. He vist, sense estranyar-me, que no s'actuava contra aquesta gent, però aquí estic (a presó), amb una web anarquista, ni tan sols a prop del que allò és, i ni tan sols a prop del que més pots trobar a Internet. | » |
| — "Muzzled Activist in the Age of Terror" by Josh Frank, with Merlin Chowkwanyun | | |   |

La possessió del manual és il·legal al Regne Unit, i se n'han trobat exemplars a grups supremacistes blancs de diversos països com Espanya.